# Nour Imane Addi
Nour Imane Addi (en arabe : نوريمان عدي), née le 10 juin 1997 à Oued Zem, est une footballeuse internationale marocaine jouant au poste de milieu de terrain.
Elle est la première joueuse marocaine à avoir évoluer dans le championnat d'Écosse ainsi que celui du Portugal.

## Biographie

### En club
Addi joue pour l'Association sportive des FAR, club avec lequel elle remporte plusieurs titres de championnat national et de la coupe du Trône.

#### Carrière universitaire aux États-Unis à South Alabama (2021-2023)
Après avoir disputé le tour préliminaire de Ligue des champions féminine de la CAF 2021, elle quitte les militaires et le Maroc pour les États-Unis afin d'entamer une carrière universitaire avec les Jaguars de South Alabama alors âgée de 24 ans. 
Elle dispute son premier match avec les Jaguars le 20 août 2021 à Troy contre les Bulldogs d'Alabama A&M. Elle inscrit par ailleurs son premier but lors de cette rencontre qui se termine par une victoire de South Alabama (8-1).
Le 19 septembre 2021, elle permet à son équipe de ne pas perdre en marquant le but égalisateur contre Little Rock à la 72e minute (score final : 1-1).
En novembre 2021, Nour Imane Addi remporte le tournoi de la conférence de Belt (en).

##### Saison 2022
Lors de l'été 2022, elle est rejointe par sa compatriote Kawtar Mahy.
Le 4 septembre 2022, elle fait gagner son équipe en inscrivant l'unique but de la rencontre face à Southeastern Louisiana.
Elle est décisive le 25 septembre 2022 en inscrivant l'unique but du match à Lafayette face à Louisiana.
Le 6 octobre 2022, South Alabama s'impose 4 buts à 1 face à l'ULM. Nour Imane Addi est impliquée sur deux buts de son équipe (Un but et une passe décisive).
Addi s'offre un doublé le 16 octobre 2022 contre Southern Mississipi. South Alabama s'impose lors de ce match sur le score large de 8 buts à 1.
Le 23 octobre 2022, son équipe s'impose deux buts à zéro contre Coastal Carolina. Nour Imane Addi ouvre le score de cette rencontre.
Elle marque le 2 novembre 2022 contre l'Université Marshall en quart de finale du tournoi de la Sun Belt Conference. South Alabama sort vainqueur du match avec un score de 3-1 après prolongations. Mais elle et son équipe échouent le tour suivant en se faisant sortir par Old Dominion aux tirs au but après 0-0 à la fin des prolongations.
Durant le mois de janvier 2023, elle s'inscrit pour passer des tests dans le but d'intégrer un club de National Women's Soccer League, l'élite du football américain. Mais elle n'est finalement pas sélectionnée.
Après deux saisons avec les Jaguars, Nour Imane quitte le club et les États-Unis pour l'Écosse le 5 juillet 2023 en s'engageant au Celtic FC. Elle devient donc la première footballeuse africaine à évoluer sous le maillot du club de Glasgow.

#### Courte expérience en Écosse au Celtic (2023-2024)
Nour Imane Addi dispute son premier match officiel sous ses nouvelles couleurs le 13 août 2023 contre le Montrose FC et inscrit par la même occasion son premier but avec le Celtic à l'occasion de la 1re journée du championnat.
Le 6 septembre 2023, elle fait ses premiers pas en Ligue des champions UEFA en entrant en jeu à Oslo en fin de match contre le club danois de Brøndby dans le cadre de la demi-finale du premier tour préliminaire. Une rencontre qui voit le Celtic s'imposer 1-0. Son équipe se qualifie alors pour la finale de ce premier tour mais se fait sortir aux tirs au but par le club norvégien de Vålerenga après 2-2 à la fin des prolongations. Sur le banc lors de ladite finale, Addi ne fait pas d'entrée en jeu.
Elle connaît sa première titularisation le 17 septembre 2023 contre Aberdeen FC à l'occasion de la 8e journée de championnat dans un match qui se termine sur le score de 4-0 en faveur de Glasgow. Le 1er octobre 2023, elle est buteuse contre Hamilton et contribue à la qualification de Celtic pour les quarts de finale de la Coupe de la Ligue.
Le 5 novembre 2023 elle inscrit un des buts victorieux sur le terrain de Dundee United (victoire, 0-2). Elle délivre une passe décisive lors de la très large victoire face à Aberdeen le 26 novembre 2023 sur le score de 13-0
Elle inscrit son 3e but de la saison en championnat le 19 novembre 2023 face à Hamilton Academical contre qui Celtic s'impose 5 buts à 0.
Celtic finit par remporter le championnat national, le premier titre de son histoire, en terminant leader à égalité de points (82) avec son concurrent le Rangers, mais une meilleure différence de buts que ce dernier. Ainsi pour sa première saison en Écosse, Nour Imane fait 9 apparitions en championnat pour 3 titularisations et 3 buts.

#### Expérience au Portugal à Clube de Albergaria (2024-)
Après son passage aux États-Unis, puis en Écosse, Nour Imane Addi part au Portugal en s'engageant avec le Clube de Albergaria qui évolue en première division. Elle devient donc la première marocaine à s'exporter dans le championnat portugais. Elle dispute son premier match le 29 septembre 2024 en entrant en jeu contre Estoril dans le cadre de la quatrième journée de championnat. Elle est titularisée pour la première fois le 16 novembre 2024 en déplacement chez le Sporting Lisbonne contre qui Albergaria s'incline lourdement sur le score de 8 à 0.
Elle inscrit son premier but avec le club d'Albergaria le 8 décembre 2024 face au Rio Tinto dans le cadre du 3e tour de la Coupe du Portugal (victoire 4-1). La semaine qui suit elle marque ses premiers buts en championnat en inscrivant les deux buts de son équipe qui donnent la victoire face au Vilaverdense Futebol Clube (2-1).

### En équipe nationale
Nour Imane Addi est régulièrement sélectionnée en équipe nationale du Maroc.
Elle inscrit ses premiers buts internationaux contre la Tunisie fin janvier 2020,.
Le mois suivant, elle dispute le Tournoi de l'UNAF en Tunisie que le Maroc remporte en gagnant ses quatre matchs. 
Elle prend part aux différents stages et matchs amicaux préparatoires à la Coupe d'Afrique 2022, dont le tournoi international de Malte en février 2022.
Mais elle ne sera pas retenue dans la liste des 26 joueuses sélectionnées par Reynald Pedros pour disputer la phase finale de la CAN organisée dans son pays natal en juillet 2022.
Elle retrouve la sélection en prenant par à un stage à Antalya durant lequel le Maroc affronte la Slovaquie et la Bosnie-Herzégovine, respectivement les 17 et 21 février 2023. Elle dispute les deux matchs, le deuxième en tant que titulaire.

## Palmarès
| AS FAR (18) | South Alabama                                                      | Celtic FC                                         | Maroc (2)                                                                       |
| --- | ------------------------------------------------------------------ | ------------------------------------------------- | ------------------------------------------------------------------------------- |
| - Championnat du Maroc (9): - Championne : 2013, 2014, 2016, 2017, 2018, 2019, 2020,2021, 2022 - Vice-championne : 2015 - Coupe du Trône (8): - Vainqueur : 2013, 2014, 2015, 2016, 2017, 2018, 2019, 2020 | - Tournoi de la Conférence de Sun Belt (1) - Vainqueur : 2021 (en) | - Championnat d'Écosse (1) - Championne : 2023-24 | - Tournoi UNAF (1) - Vainqueur : 2020 - Tournoi de Malte (1) - Vainqueur : 2022 |